# Believe (Disturbed-Album)
Believe ist das zweite Studioalbum der US-amerikanischen Metal-Band Disturbed. Es wurde am 17. September 2002 über Reprise Records veröffentlicht und erreichte Platz eins der US-amerikanischen Albumcharts. Das Album wurde in den USA mit Doppelplatin ausgezeichnet. Es war das letzte Disturbed-Album mit Steve „Fuzz“ Kmak.

## Entstehung
Im August 2001 sollten Disturbed als Vorgruppe von Black Sabbath auf Tournee gehen. Diese Tour musste jedoch abgesagt werden, so dass Disturbed die Zeit nach der Ozzfest-Tournee nutzten, um sich auf ihr zweites Studioalbum vorzubereiten. Im Sommer 2001 starb der Großvater des Sängers David Draiman in Israel. Draimans Großvater war ein orthodoxer Jude, der ihn früher sehr geliebt hat. Als David Draiman Musiker wurde brach sein Großvater den Kontakt zu ihm ab. Erst als der Großvater im Sterben lag, nahm er wieder Kontakt zu Draiman auf. Dieser befand sich gerade auf der Ozzfest-Tournee, als der Großvater starb. Nach der Ozzfest-Tournee unterzog sich David Draiman einer Operation an seinen Stimmbändern.
Musikalisch bewegten sich Disturbed vom Nu Metal weg und legten einen größeren Fokus auf Leadgitarren und melodische Komplexität. Erstmals arbeitete die Band mit Gitarrensoli. Mit Darkness schrieb die Band erstmals eine Ballade. Laut Sänger David Draiman hätten die Leute das Debütalbum The Sickness „missverstanden, da es keine weitere New-Metal-Platte von der Stange war und Disturbed auch nicht die neuen Korn wären“. Vielmehr wollten Disturbed ihre Verbindung zum „alten, wirklichen Metal“ wie Metallica, Pantera oder Rush deutlich machen. Das Gros der für Believe geschriebenen Titel entstand in der Zeit ab November 2001, wobei das Lied Prayer schon auf der Ozzfest-Tournee 2001 gespielt wurde.
Im März 2002 begannen in den Groovemaster Studios in Chicago die Aufnahmen für das Album, das von Johnny K (bürgerlich: John Karkazis) und der Band produziert wurde. Bereits auf ihrem Debütalbum arbeitete die Band mit Johnny K zusammen. Die Aufnahmen dauerten bis Mitte April 2002. Als Gastmusikerin ist Alison Chesley zu hören, die bei dem Lied Darkness das Cello spielt. Das Album wurde von Andy Wallace gemischt, während Howie Weinberg das Mastering übernahm. Mit Prayer, Remember und Liberate wurden drei Singles ausgekoppelt, zu denen jeweils Musikvideos gedreht wurden.

## Hintergrund
Die meisten Lieder des Albums befassen sich mit religiösen und spirituellen Themen. Laut David Draiman geht es darum, seinen Glauben zu hinterfragen und festzustellen, woran man wirklich glauben kann. Das Coverartwork zeigt die Symbole diverser Religionen. Neben dem Kreuz des Christentums sind der Davidstern des Judentums, die Mondsichel für den Islam sowie das Pentakel der Wicca. Auf der folgenden Tournee bezeichnete David Draiman das Coverartwork als ein „Symbol des universellen Glaubens“.
Das Lied Prayer handelt von einer Unterhaltung zwischen Sänger David Draiman und Gott. Das dazugehörige Musikvideo basiert auf dem Buch Ijob aus der hebräischen Bibel. Die Inspiration für das Lied holte sich Draiman durch zwei Ereignisse: Dem Tod seines Großvaters sowie die Terroranschläge am 11. September 2001. Des Weiteren handelt das Lied von der Reaktion des Klerus auf die Terroranschläge.
Neben den religiösen und spirituellen Themen behandeln andere Texte persönliche Erfahrungen und Beobachtungen der letzten zwei Jahre. Das Lied Remember befasst sich mit der „mörderischen Natur“ des Musikgeschäfts. In Awaken geht es um die nie endende Besessenheit der Amerikaner nach so genannter „Tapetenmusik“. Bound und Intoxication beschäftigen sich mit Draimans Unfähigkeit, eine romantische Beziehung zu führen. Nach eigener Aussage befand er sich zur damaligen Zeit in einer Situation, in der „sein Herz so oft gebrochen wurde, dass nicht mehr viel übrig davon wäre“.
In einem Interview mit dem deutschen Magazin Rock Hard aus dem Jahre 2005 skizzierte David Draiman das Album Believe als die Adoleszenzphase eines Menschen. Im Vergleich dazu beschrieb er das Debütalbum The Sickness als frisch geborenes Baby, das vor Wut schreit, während der Nachfolger Ten Thousand Fists einen erwachsenen Menschen beschreibt, der seinen Platz gefunden hat.

## Rezeption

### Rezensionen
Henning Richter vom deutschen Magazin Metal Hammer schrieb, dass die Band „ihre Stärken weiter hat ausbauen können“ und dass das Album „weitaus mehr Abwechselung als The Sickness bietet“. David Draimans Stimme töne jetzt „stärker, klarer und tragfähiger als je zuvor“. Insbesondere bei dem Lied Darkness würde Draiman „über sich hinaus wachsen“. Da das Album „eine Magie entwickelt, die nur wenige Bands erzeugen können“ vergab Richter sechs von sieben Punkten. Wolf-Rüdiger Mühlmann vom deutschen Magazin Rock Hard schrieb, dass Disturbed mit Believe ihr inneres Gleichgewicht gefunden hätten. David Draimans „mysteriöser Gesang“ wäre das „Salz in der Suppe“, während die Band „farbenfroher spielt und singt“. Disturbed wären „Nu Metal für Erwachsene“ und „genauso wertvoll wie Godsmack“, wofür Mühlmann acht von zehn Punkten vergab.
Beim deutschen Magazin Visions führte das Album zu unterschiedlichen Reaktionen. Quintus Berger bescheinigte der Band, „sich rundum verbessert zu haben“ und beschrieb das Album „als Erlebnis für Anhänger des brachialen Rocks“. Er vergab neun von zwölf Punkten. Sein Kollege Falk Albrecht hingegen bezeichnete Believe als „seelenloses Designer-Metal-Machwerk“. Das Album enthält „langweilige Songs, peinliche Posen, Riffs vom Reißbrett, humorloses Pathos und eine Attitüde, die auch bei Pazifisten Gewaltphantasien weckt“. Albrecht vergab drei von zwölf Punkten.

### Bedeutung
Das Album Believe belegte in dem Buch „Best of Rock & Metal“, in dem das deutsche Magazin Rock Hard die ihrer Meinung nach 500 besten Rock- und Metalalben auflistet, Platz 429. Wolf-Rüdiger Mühlmann bescheinigt der Band „große Melodien der alten Schule, Harmonien voller Pathos und ein[en] Frontmann […] mit einer kraftvollen, klaren Stimme voller Wiedererkennungswert“. Das Magazine Loudwire veröffentlichte im Juli 2015 eine Liste der 15 besten Lieder von Disturbed. Dabei belegte Prayer Platz sechs und Remember Platz elf. Im August 2016 veröffentlichte das Magazin Louder Sound eine Liste der zehn besten Lieder von Disturbed, in der Prayer Platz drei belegte.

## Kommerzieller Erfolg

### Chartplatzierungen
| ChartsChartplatzierungen       | Höchstplatzierung | Wochen |
| ------------------------------ | ----------------- | ------ |
| Deutschland (GfK)              | 68 (1 Wo.)        | 1      |
| Österreich (Ö3)                | 42 (4 Wo.)        | 4      |
| Schweiz (IFPI)                 | 91 (2 Wo.)        | 2      |
| Vereinigte Staaten (Billboard) | 1 (53 Wo.)        | 53     |
| Vereinigtes Königreich (OCC)   | 41 (4 Wo.)        | 4      |

| ChartsJahrescharts (2002)      | Platzierung |
| ------------------------------ | ----------- |
| Vereinigte Staaten (Billboard) | 102         |

| ChartsJahrescharts (2003)      | Platzierung |
| ------------------------------ | ----------- |
| Vereinigte Staaten (Billboard) | 115         |

Die erste Single Prayer erreichte Platz 31 der britischen und Platz 58 der US-amerikanischen Singlecharts. Die zweite Single Remember erreichte Platz 56 der britischen Singlecharts. Die dritte Single Liberate konnte sich nicht in den Charts platzieren.

### Auszeichnungen für Musikverkäufe
| Land/Region                  | Auszeichnungen für Musikverkäufe (Land/Region, Auszeichnung, Verkäufe) | Verkäufe  |
| ---------------------------- | ---------------------------------------------------------------------- | --------- |
| Australien (ARIA)            | Platin                                                                 | 70.000    |
| Kanada (MC)                  | Platin                                                                 | 100.000   |
| Neuseeland (RMNZ)            | Gold                                                                   | 7.500     |
| Vereinigte Staaten (RIAA)    | 2× Platin                                                              | 2.000.000 |
| Vereinigtes Königreich (BPI) | Gold                                                                   | 100.000   |
| Insgesamt                    | 2× Gold · 4× Platin ·                                                  | 2.277.500 |